# Cardiff East
Dwyrain Caerdydd
Dwyrain Caerdydd
Cardiff East, également connu sous le nom alternatif de Dwyrain Caerdydd, est une division électorale britannique créée en 2023 et utilisée à la suite des élections générales de 2024. 
Appartenant à la catégorie des circonscriptions de borough, Cardiff East est constitué à la suite de la révision périodique des circonscriptions parlementaires de 2023. Elle pourvoit un siège à la Chambre des communes à partir de l’ouverture de la LIXe législature, en 2024.

## Histoire
Dans le cadre de la révision des circonscriptions parlementaires de 2023, le rapport final de la commission des limites pour le pays de Galles préconise la création de Cardiff East (également désigné sous le nom alternatif de Dwyrain Caerdydd) à partir de huit sections électorales comprises dans deux circonscriptions existantes : cinq relevant de celle de Cardiff Central et trois de Cardiff South and Penarth.
Cardiff East est érigé au 29 novembre 2023 comme circonscription de borough par le Parliamentary Constituencies Order 2023 à partir d’une portion de territoire d’une seule zone principale, la cité et comté de Cardiff (portion de sept sections électorales). Légalement, elle entre vigueur le jour des élections générales de la Chambre des communes suivant la promulgation du décret. Un siège est donc à pourvoir à partir d’élections générales anticipées devant être conduites le 4 juillet 2024,.

## Description

### Toponymie
La circonscription tire de la partie orientale de l’agglomération de Cardiff. Elle dispose d’un nom alternatif, Dwyrain Caerdydd.

### Données démographiques
Selon le rapport final sur la révision périodique des circonscriptions parlementaires de la commission des limites pour le pays de Galles, la circonscription détient 72 463 électeurs (données 2020) sur une superficie estimée de 33 km2.
D’après le dernier recensement de la population en vigueur (2021) publié par l’Office for National Statistics en 2022, la circonscription admet une population résidentielle totale (all usual residents en anglais) de 108 008 habitants. Cardiff East ne comprend aucune zone urbanisée (built-up area en anglais) de plus de 10 000 habitants. Cependant, la circonscription s’étend à une partie de Cardiff, « agglomération majeure » de 348 535 habitants,.

## Représentation
| Législature | Période                    | Période                    | Membre | Groupe | Fonction |
| ----------- | -------------------------- | -------------------------- | ------ | ------ | -------- |
| LIXe        | À partir du 4 juillet 2024 | À partir du 4 juillet 2024 |        |        |          |

## Résultats électoraux
| Candidat                   | Candidat            | Parti                       | Vote | Vote | Vote |
| Candidat                   | Candidat            | Parti                       | Voix | %    | ±    |
| -------------------------- | ------------------- | --------------------------- | ---- | ---- | ---- |
|                            |                     | Démocrates libéraux         |      |      | ND   |
|                            |                     | Parti conservateur          |      |      | ND   |
|                            |                     | Parti des travailleurs (en) |      |      | ND   |
|                            |                     | Parti travailliste          |      |      | ND   |
|                            |                     | Parti vert                  |      |      | ND   |
|                            |                     | Plaid Cymru                 |      |      | ND   |
|                            |                     | Réformer le Royaume-Uni     |      |      | ND   |
|                            |                     |                             |      |      |      |
| Majorité                   | Majorité            | Majorité                    |      |      | ND   |
| Transfert de Butler        | Transfert de Butler | Transfert de Butler         |      |      | ND   |
|                            |                     |                             |      |      |      |
| Corps électoral            |                     |                             |      |      |      |
| Abstention, blancs et nuls |                     |                             |      |      |      |
| Exprimés                   | Exprimés            | Exprimés                    |      |      | ND   |